# Tourrettes
Tourrettes é uma comuna francesa na região administrativa da Provença-Alpes-Costa Azul, no departamento de Var. Estende-se por uma área de 33,99 km². Em 2010 a comuna tinha 2 921 habitantes (densidade: 85,9 hab./km²).